# Eutropis carinata
Espèce
Synonymes
- Scincus carinatus Schneider, 1801
- Tiliqua rubriventris Hardwicke & Gray, 1829
- Mabuya carinata (Schneider, 1801)
- Mabuya carinata lankae Deraniyagala, 1953

Statut de conservation UICN

 LC  : Préoccupation mineure
Eutropis carinata est une espèce de sauriens de la famille des Scincidae.

## Répartition
Cette espèce se rencontre en Inde, au Népal, au Bangladesh, aux Maldives et au Sri Lanka.

## Liste des sous-espèces
Selon The Reptile Database (24 septembre 2012) :
- Eutropis carinata carinata (Schneider, 1801)
- Eutropis carinata lankae (Deraniyagala, 1953)

## Publications originales
- Deraniyagala, 1953 : A coloured atlas of some vertebrates from Ceylon. Tetrapod Reptilia, Govt. Press, Colombo, vol. 2, p. 1-101.
- Schneider, 1801 : Historiae Amphibiorum naturalis et literariae. Fasciculus secundus continens Crocodilos, Scincos, Chamaesauras, Boas. Pseudoboas, Elapes, Angues. Amphisbaenas et Caecilias. Frommani, Jena, p. 1-374 (texte intégral).